# Sacramento Kings 1992-1993
La stagione 1992-93 dei Sacramento Kings fu la 44ª nella NBA per la franchigia.
I Sacramento Kings arrivarono settimi nella Pacific Division della Western Conference con un record di 25-57, non qualificandosi per i play-off.

## Roster
| N° | Naz.                   | Ruolo | Sportivo       | Anno | Alt. | Peso |
| -- | ---------------------- | ----- | -------------- | ---- | ---- | ---- |
| 2  | Stati Uniti (bandiera) | G     | Mitch Richmond | 1965 | 196  | 98   |
| 3  | Stati Uniti (bandiera) | G     | Randy Brown    | 1968 | 188  | 86   |
| 4  | Stati Uniti (bandiera) | G     | Spud Webb      | 1966 | 168  | 60   |
| 7  | Stati Uniti (bandiera) | GA    | Vincent Askew  | 1966 | 198  | 95   |
| 21 | Stati Uniti (bandiera) | A     | Rod Higgins    | 1960 | 201  | 91   |
| 21 | Stati Uniti (bandiera) | G     | Stan Kimbrough | 1966 | 180  | 69   |
| 22 | Stati Uniti (bandiera) | A     | Lionel Simmons | 1968 | 201  | 95   |
| 23 | Stati Uniti (bandiera) | AC    | Wayman Tisdale | 1964 | 206  | 109  |
| 24 | Stati Uniti (bandiera) | A     | Anthony Bonner | 1968 | 203  | 98   |
| 25 | Stati Uniti (bandiera) | AC    | Marty Conlon   | 1968 | 208  | 102  |
| 30 | Stati Uniti (bandiera) | A     | Kurt Rambis    | 1958 | 203  | 97   |
| 31 | Stati Uniti (bandiera) | C     | Duane Causwell | 1968 | 213  | 109  |
| 32 | Stati Uniti (bandiera) | AC    | Pete Chilcutt  | 1968 | 208  | 104  |
| 33 | Stati Uniti (bandiera) | G     | Jim Les        | 1963 | 180  | 75   |
| 42 | Stati Uniti (bandiera) | GA    | Walt Williams  | 1970 | 203  | 99   |
| 51 | Stati Uniti (bandiera) | A     | Henry James    | 1965 | 203  | 100  |

## Staff tecnico
- Allenatore: Garry St. Jean
- Vice-allenatori: Mike Schuler, Dave Wohl, Eddie Jordan
- Preparatore atletico: Bill Jones